# Brunswick Records
Brunswick Records ist ein 1887 in den Vereinigten Staaten gegründetes Plattenlabel.

## Geschichte

### Firmengründung / Aufstieg
Ihre Anfänge hatte die Firma noch als Tochterunternehmen der Brunswick-Balke-Collender Company, später Brunswick Corporation, einem Hersteller vornehmlich von Sportausrüstungen. Diese Firma begann 1916 zunächst mit der Produktion von Phonographen, bevor sie mit der Vermarktung ihrer ersten Aufnahmen begann. Diese wurden nur in kleiner Stückzahl aufgelegt und ausschließlich in Kanada vertrieben.
Im Januar 1920 wurde eine neue Auflage von Brunswick Records in den USA und Kanada eingeführt. Das Mutterunternehmen vermarktete die Firma sehr intensiv und so stieg das Unternehmen in nur wenigen Jahren zu einem der größten Plattenlabels der USA auf. 1925 übernahm Brunswick Vocalion Records, das insbesondere durch seine Blues- und Jazzaufnahmen bekannt war. Zusammen mit der Victor Talking Machine Company und Columbia Records zählte Brunswick Records zu den sogenannten „Big Three“ im Plattengeschäft.
Brunswick veröffentlichte in den 1920er-Jahren fast alle Musikstile, die es gab. Neben Jazzkünstlern wie Al Jolson, Isham Jones, Ben Bernie und Abe Lyman hatte man auch klassische Orchester wie das New York String Quartet, das Cleveland Orchestra und das New York Philharmonic unter Vertrag. Auch Folk- und Old-Time-Musiker wie Frank Ferera, Buell Kazee, Dock Boggs, Mac and Bob, Vernon Dalhart, Lowe Stokes und Hoke Rice nahmen für Brunswick Platten auf. Weniger erfolgreich war das Label im Blues, obwohl jede andere Firma in dieser Zeit sogenannte „race records“ aufnehmen ließ, die speziell auf den afroamerikanischen Markt abzielten. Eine der wenigen schwarzen Gruppen bei Brunswick waren Andrew & Jim Baxter.
1926 schloss die deutsche Polyphonwerke AG einen Vertrag mit Brunswick Records über den Austausch von Lizenzen und Matrizen. In der Folge erschienen in Deutschland Platten vor allem mit amerikanischer Jazz-Musik unter den Markenzeichen Brunswick-Balke, Brunswick-Balcolco oder Brunswick-Ba-Co. Das Deutsche Patentamt lehnte das Wort „Brunswick“ ohne Zusätze bis 1930 ab, weil der Name einer Stadt frei verfügbar sein müsse. Erst dann wurde das Label als „verkehrsbekannt“ genehmigt.

### Tochterunternehmen von Warner Brothers
Im April 1930 verkaufte die Brunswick Corporation die Firma Brunswick Records an Warner Brothers, welche hofften, mit der Firma die Umstellung auf den Tonfilm besser bewältigen zu können. Unter Warner Brothers wurde eine Reihe bekannter Künstler verpflichtet, darunter Noah Beery, Charles King, J. Harold Murray, die Mills Brothers und Bing Crosby, der schnell der größte Star des Labels wurde.

#### Verpachtung an verschiedene Unternehmen
Wegen technischer Probleme und der einbrechenden Verkaufszahlen infolge der Depression wurde Brunswick Records im Dezember 1931 an die American Record Corporation (ARC) verpachtet. Die Geschäftszahlen verschlechterten sich weiter und so sah sich das Unternehmen gezwungen, die insolvente britische Tochter Brunswick Limited an Decca Records zu verkaufen.
1939 wurde ARC von dem bekannten Medienunternehmen CBS übernommen. Diese stellte die Produktion des Brunswick Labels 1940 ein. Dies sowie nicht dem Pachtvertrag entsprechende Verkaufszahlen führten zur Auflösung des Pachtvertrages zwischen Warner Brothers und ARC bzw. CBS. In der Folge wurde das Label an Decca Records USA verkauft, an dem Warner Brothers ebenfalls beteiligt war.

### Tochterunternehmen von Decca Records
1944 belebte Decca das Brunswick Label wieder neu, hauptsächlich durch Neuauflagen früherer Erfolge, insbesondere Bing Crosbys Hits von 1931 und Jazzmusik der 1920er.
Da Decca Records USA nur die Namensrechte an Decca in den USA besaß, veröffentlichte man nach dem Zweiten Weltkrieg außerhalb der USA unter den Labeln Brunswick Records. Ab 1962 wurde die amerikanische Decca Records Inc. eine Division von MCA Inc., welche 1968 die Labels Brunswick Records und Coral Records unter dem neuen Label MCA Records vereinigte.

## Künstler

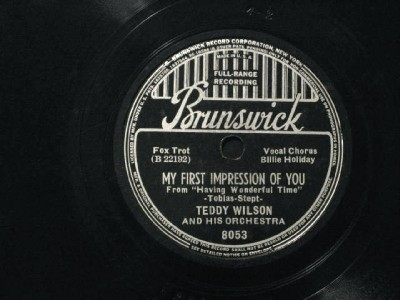
Teddy Wilson „My First Impression of You“

Erwähnenswerte Künstler, die bei Brunswick zwischen 1916 und 1940 unter Vertrag waren, sind:
- Bing Crosby
- Buell Kazee
- Wendell Hall
- Hoke Rice
- Duke Ellington
- A. A. Gray
- Vernon Dalhart
- Louis Armstrong
- Lowe Stokes
- Teddy Wilson

Des Weiteren spielte Brunswick in den 1950er-Jahren eine wichtige Rolle im Rock'n'Roll. Einige dieser Künstler waren:
- Buddy Holly
- Bill Haley
- Billy Lee Riley
- Wayne Walker
- Jackie Wilson
- Little Richard
- LaVern Baker